# 장피에르 마데르

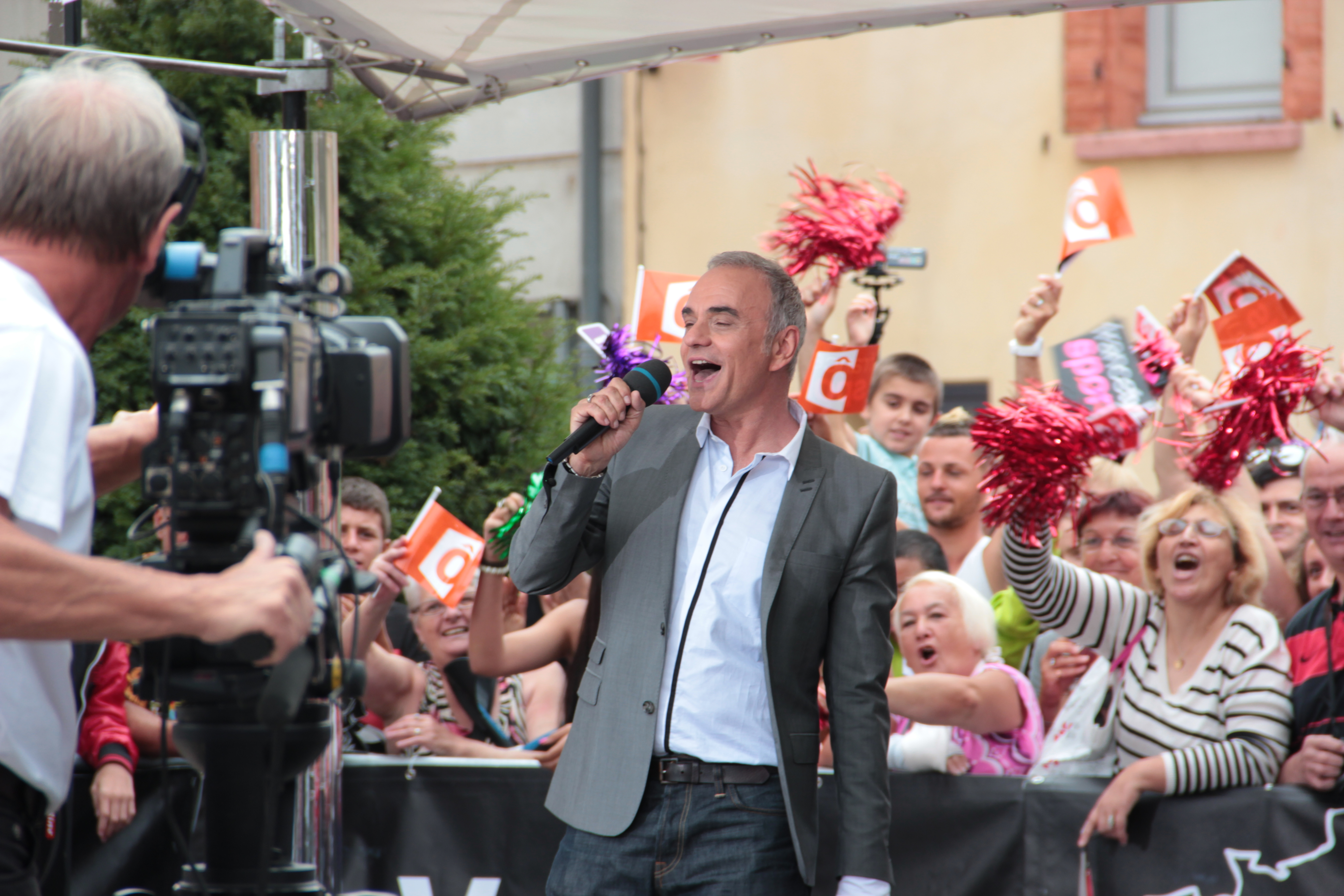

장피에르 마데르(Jean-Pierre Mader, 1955년 6월 21일 -)는 프랑스의 가수이자 프로듀서이다.
컴퓨터 공학을 전공하고 고향인 툴루즈의 Tangara라는 그룹의 베이시스트로써 음악 활동을 시작한 마데르는 이후 솔로로 독립, 뉴 웨이브 풍의 Disparue→사라짐(1984년), Macumba(1985년), Un pied devant l'autre→다른 발 앞의 한 발(1986년) 등의 히트곡을 발표하고, 1987년에는 올랭피아 홀(fr)에서도 공연을 하기에 이르렀다.
이후 1992년에 폴리도르사(fr)의 제의로 프로듀서가 되어 현재까지 다수의 음반에 참여했다.
- (프랑스어) 공식 웹사이트